# Acomys percivali
Acomys percivali  (Dollman, 1911) è un roditore della famiglia dei Muridi diffuso nell'Africa orientale.

## Descrizione

### Dimensioni
Roditore di piccole dimensioni, con la lunghezza della testa e del corpo tra 82 e 111 mm, la lunghezza della coda tra 39 e 92 mm, la lunghezza del piede tra 9 e 15 mm, la lunghezza delle orecchie tra 11 e 15 mm e un peso fino a 48 g.

### Aspetto
La pelliccia è particolarmente spinosa, le parti dorsali variano dal grigio al bruno-grigiastro, i peli spinosi, lunghi fino a 10 mm, hanno la base grigio chiara, i fianchi sono più chiari, mentre le parti ventrali sono bianche e soffici. La linea di demarcazione lungo i fianchi è netta. I maschi adulti hanno una chiazza giallastra dovuta ad una secrezione oleosa prodotta da una ghiandola odorosa al centro dell'addome. Il muso è appuntito, alcuni individui hanno piccole macchie biancastre sopra ogni occhio. Le orecchie sono grandi, scure, cosparse di corti peli. Gli arti e le zampe sono corti, il dorso dei piedi è bianco e le dita sono munite di artigli robusti. La coda è più corta della testa e del corpo, è grigia sopra, grigio-biancastra sotto e completamente priva di peli.

## Biologia

### Comportamento
È una specie terricola e notturna, soggetta a fluttuazioni periodiche della popolazione. Si arrampica agilmente e scala con facilità pareti rocciose, alla stessa maniera delle lucertole agamidi, le quali condividono lo stesso tipo di habitat. È un animale particolarmente sociale, dorme in gruppi e passa gran parte del giorno a pettinarsi il pelo reciprocamente. Tuttavia quando la densità della popolazione è elevata gli individui più grandi e dominanti, in particolare le femmine, divengono aggressivi e possono aggredire ed uccidere anche giovani individui con 1-2 mesi di vita.

### Alimentazione
Si nutre principalmente di insetti, sebbene la sua dieta vari stagionalmente. Nei mesi più secchi dominano gli artropodi e in parte gli steli d'erba, nelle stagioni più umide viene tutto integrato con foglie e semi.

### Riproduzione
Si riproduce durante tutto l'anno con i parti che avvengono simultaneamente tra le varie femmine dei gruppi. Danno alla luce 1-2 piccoli alla volta dopo una gestazione di 34-35 giorni. Alla nascita pesano fino a 5,5 g, sono completamente pelosi e in grado di seguire la madre e di mangiare cibo solido. I peli spinosi crescono dopo circa 5 settimane, quando pesano circa 20 g e la crescita comincia a rallentare. L'aspettativa di vita in natura è di circa 3 anni.

## Distribuzione e habitat
Questa specie è diffusa nel Sudan del Sud, Uganda nord-orientale, Etiopia sud-occidentale e nel Kenya.
Vive nelle piane rocciose con vegetazione sparsa e nei kopjes della Rift Valley fino a 1.000 metri di altitudine.

## Conservazione
La IUCN Red List, considerato il vasto areale, la popolazione numerosa e la presenza in diverse aree protette, classifica A.percivali come specie a rischio minimo (Least Concern).